# Ginza
Ginza (銀座?) es un distrito de abolengo del barrio de Chūō, en Tokio, Japón. Está localizado al sur de los distritos de Yaesu y Kyobashi; al oeste del distrito de Tsukiji, al este de Yurakucho y Uchisaiwaicho; y al norte de Shinbashi. Es famoso por la concentración de grandes almacenes, boutiques y restaurantes.

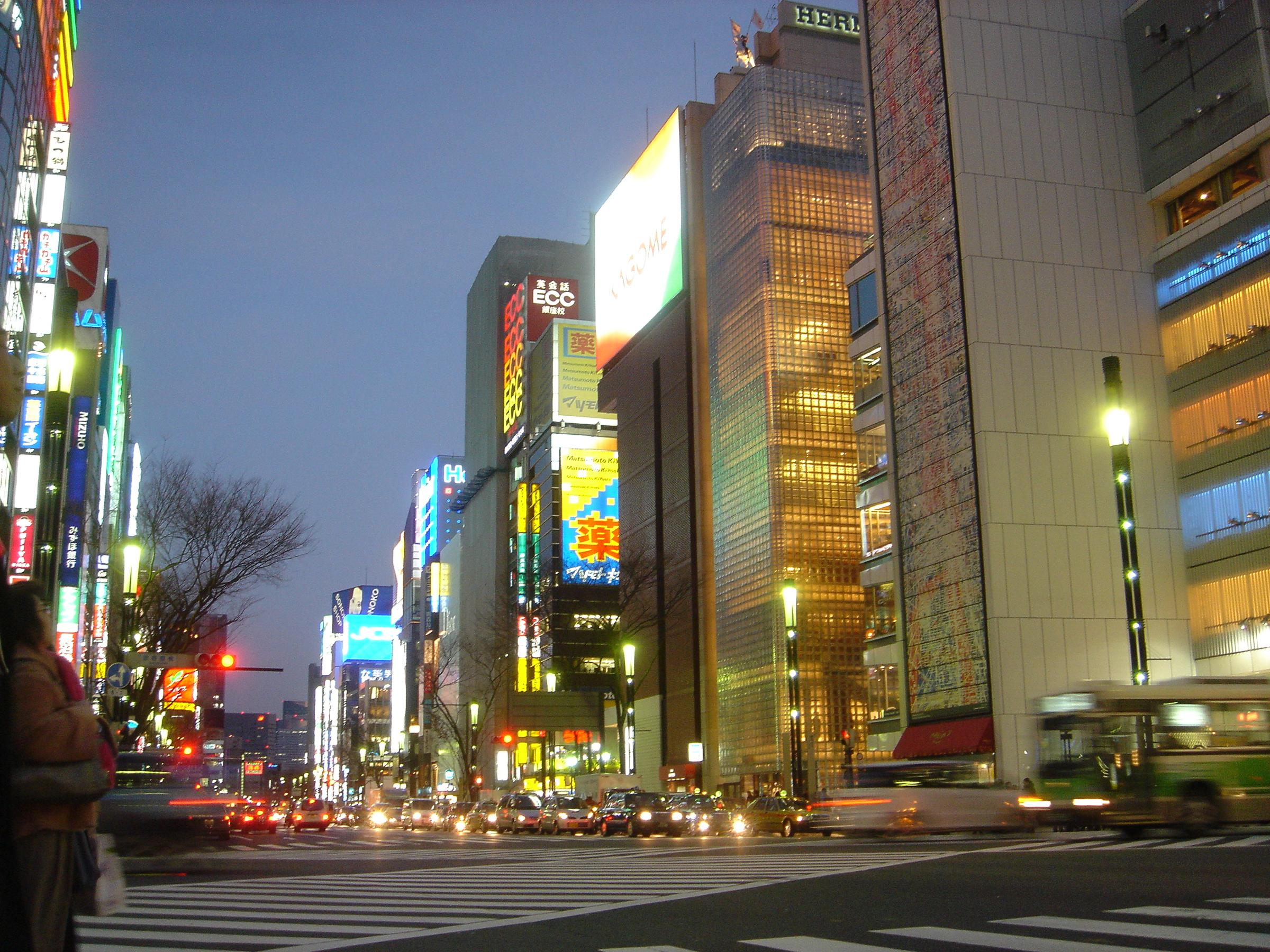
Intersección de Ginza al anochecer.

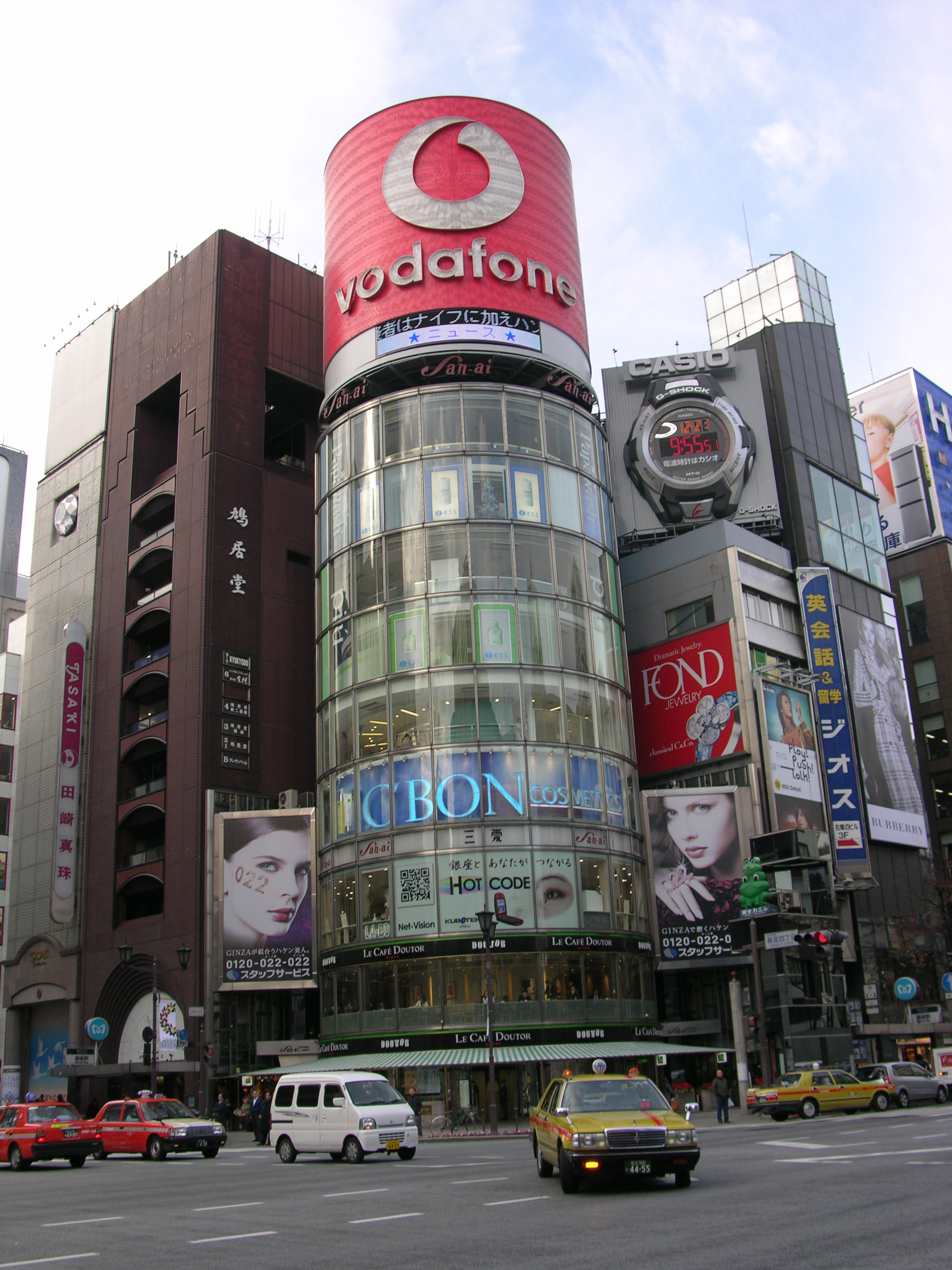
Edificio San'ai, en la esquina de Yom-Chome.

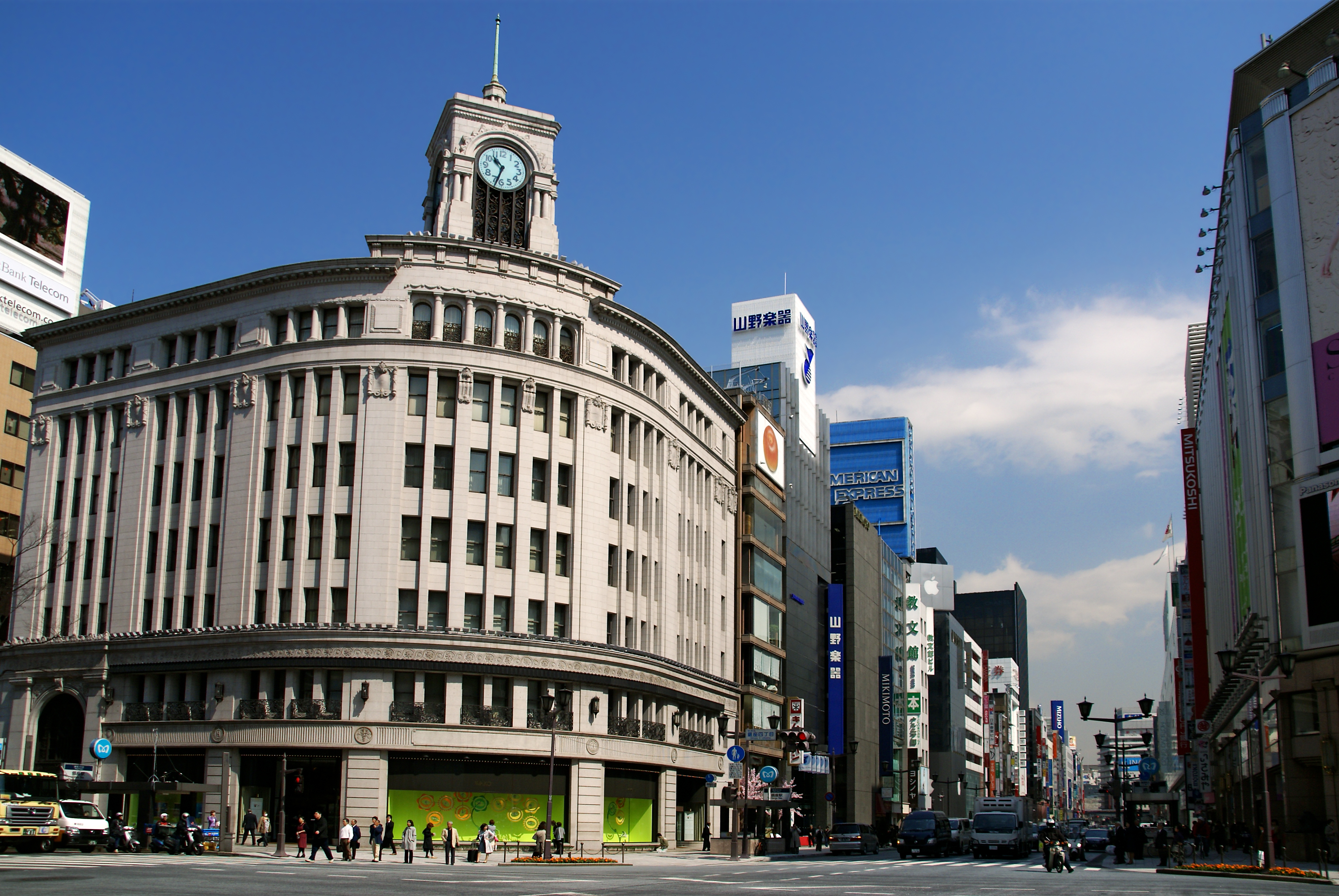
Edificio de Mitsui.

Ginza era un territorio pantanoso en la época en que Tokugawa Ieyasu se mudó a Edo. Los comerciantes comenzaron a poblar el área, hasta que en 1612 se construyó una casa de moneda en la zona, la cual le dio su nombre, pues Ginza significa "lugar de la plata".
La urbanización fue destruida por el fuego en 1872, y el arquitecto inglés Thomas Waters fue el encargado de la reconstrucción. La zona se vio entonces poblada con edificios de dos y tres pisos, junto con un paseo comercial en la calle que unía al puente Shinbashi con el puente Kyōbashi. La mayoría de estos edificios ya fueron demolidos para dar paso a construcciones mayores. Sobrevive la tienda departamental Wako, en Chuo-Dori.
A lo largo del siglo XX, Ginza concentró las influencias occidentales más notorias en el país, lo cual se ha visto reforzado por la localización de los centros corporativos de varias compañías transnacionales, como Sony Corporation.